# Batalha de Las Trencheras
A Batalha de Las Trencheras foi travada em 27 de junho de 1916, entre milícias dominicanas e fuzileiros navais dos EUA durante a ocupação da República Dominicana pelos Estados Unidos.

## Batalha
A batalha ocorreu em Las Trencheras, duas cordilheiras, as quais foram fortificadas pelos dominicanos e há muito consideradas invulneráveis, já que ali um exército espanhol fora derrotado em 1864. Ali as tropas dominicanas cavaram trincheiras em duas colinas, uma atrás da outra, bloqueando o caminho para Santiago. Os canhões de campanha da 13ª Companhia do Capitão Chandler Campbell, junto com um pelotão de metralhadoras, posicionaram-se em uma colina comandando as trincheiras inimigas e abriram fogo às 08h00. Sob a cobertura deste fogo, os fuzileiros navais lançaram uma carga de baioneta na primeira linha de defesa dos defensores, coberta até o último momento possível pela barragem de artilharia. Os fuzileiros navais foram alvo de tiros pesados, porém imprecisos, de fuzil, os quais causaram algumas baixas. As tropas dominicanas foram forçadas a recuar para as trincheiras na segunda colina. Eles se reuniram lá brevemente, depois quebraram e tiveram que recuar novamente enquanto os canhões de campanha americanos retomaram o bombardeio da colina. Após 45 minutos dos primeiros tiros de artilharia, os fuzileiros navais forçaram os dominicanos a recuar sofrendo 1 morto e 4 feridos. Não foram encontrados milicianos mortos ou feridos nas trincheiras, mas os corpos de cinco milicianos mortos foram achados no bosque próximo.